# Mien Erfmann-Sasbach
Mien Erfmann-Sasbach (Amsterdam, 28 oktober 1875 – aldaar, 17 maart 1963) was een Nederlands toneelspeelster.

## Achtergrond
Wilhelmina Cornelia Sasbach was dochter van musicus Hein Sasbach en Wilhelmina Lammes. Broer Willem Sasbach was cellist onder andere bij het Concertgebouworkest, zus Marie werd eveneens actrice. Ze trouwde met acteur Eberhard Philip Erfmann. Hun dochter Minny Erfmann werd actrice, hun zoon Ferdinand Georg Erfmann was acteur en later kunstschilder. Ze was al enige tijd niet meer op de podia te vinden toen ze overleed. Ze werd gecremeerd.

## Toneel

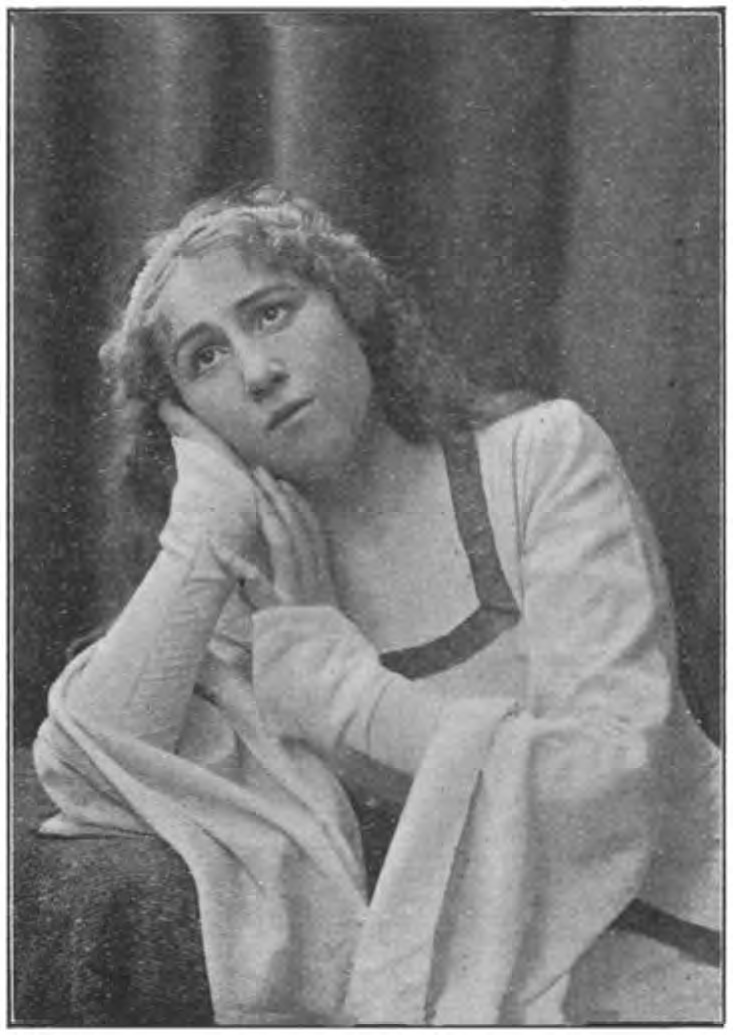
Mina Sasbach als Loyse in Gringoire, ca. 1899

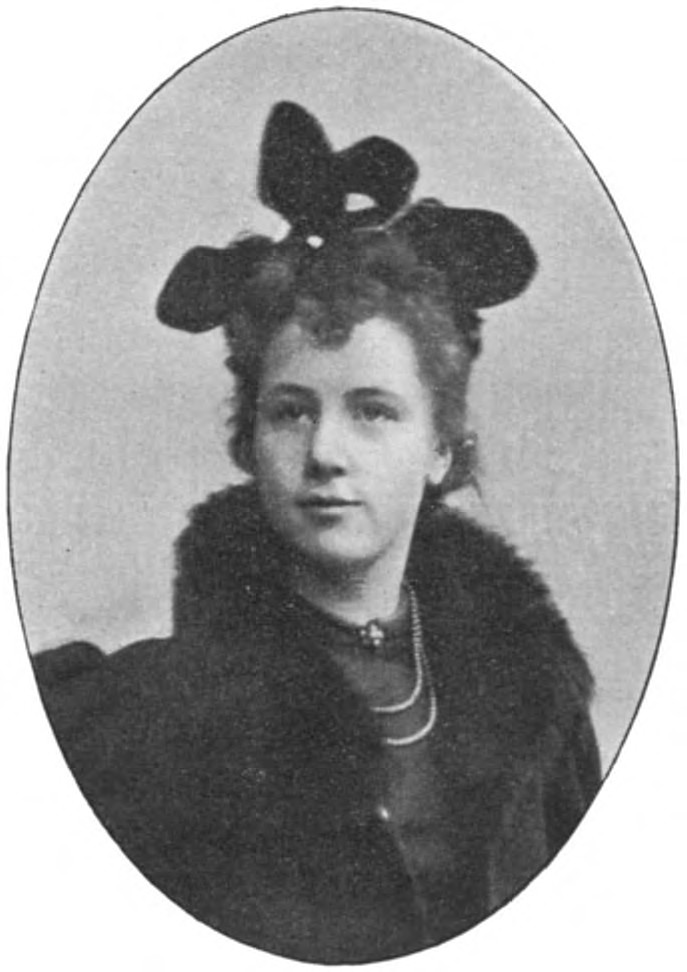
Mina Sasbach ca. 1899

Haar opleiding kreeg ze aan de Amsterdamse Toneelschool van Sijbrand Jacobus Bouberg Wilson. Lessen kwamen van Betty Holtrop-van Gelder, Christine Stoetz, Jan Cornelis de Vos en Alida Tartaud-Klein. Haar debuut vond in het volgende jaar plaats (1888), ze stond toen samen op de bühne met Louis Bouwmeester in Roger la Monte (Roger de Geschandvlekte). Bouwmeester moest haar nog leren buigen voor het publiek. Haar opleiding stopte toen haar moeder overleed. Ze ging naar de Tivoli-schouwburg in Rotterdam en ze leerde daar haar man kennen. Vanaf 1902 was ze samen met haar man en Bouwmeester enige tijd verbonden aan het Lyrisch Toneel, dat haar thuisbasis had in het Paleis voor Volksvlijt in Amsterdam. Ze speelde er Gretchen in Faust van Goethe, Erfmann speelde Faust en Bouwmeester Mephisto. Daarna sloot ze zich aan bij het Haarlemsch Tooneel (opnieuw met Bouwmeester). Vervolgens sloot ze zich aan bij het Grand Théâtre in de Amstelstraat te Amsterdam van de gebroeders Van Lier, tegelijkertijd trad ze in revues op, zoals Heel Amsterdam naar de harem. Daarna volgden nog verbintenissen met het Nederlands Toneel van Willem Royaards , het Volkstoneel van Herman Bouber en Johan Elsensohn (1927) en het Groot Volkstoneel van Herman Bouber en Gijsbertus Pieter Marius Groeneveld. In 1946 speelde ze bij het volkstoneel van Henvo (Henk Voogt).
Haar laatste rol speelde ze na de Tweede Wereldoorlog in het Asta-theater in Als moeder te veel is en Onze jongen in de rimboe, waarin ook haar zoon speelde. Een officieel afscheid van het toneel schijnt ze niet gehad te hebben.
Toen Louis Bouwmeester afscheid nam van het toneel met De koopman van Venetië, mocht zij hem de afscheidsbloemen aanbieden. Adriaan Willem Gerrit van Riemsdijk droeg zijn Mea Culpa, toneelspel in vijf bedrijven, aan haar op.
Enkele rollen:
- De kleine Lord (1890, met Bouwmeester) met haar werd het meer dan 100 keer opgevoerd; het stuk moest stoppen omdat Sasbach uit de rol groeide[4]
- Portia in De koopman van Venetië (1902)
- Coba in Schakels (1903)
- Freule Julie van August Strindberg (1912, leiding Heijermans)
- Hanna in Voerman Henschel van Gerhard Hauptmann (1919 bij Louis de Vries)
- rol in Mea Culpa van Van Riemsdijk
- rol in Marsyas van Balthazar Verhagen, met muziek van Alphons Diepenbrock
- Joseph in Joseph in Dhotan
- Julia in Romeo en Julia
- Ophelia in Hamlet (1908), naast Hermann Schwab en Caroline van Dommelen
- Erfmann heeft in haar repertoire ook Jo vertolkt in het bekende toneelstuk Op hoop van zegen.

## Film[5]
Ze had een hekel aan film (kunst in blik). Ze werd ooit gevraagd, volgens het interview in De Telegraaf, voor een stomme filmversie van Marguerite Gauthier. Ze kreeg ruzie met de directeur Maurits Binger over de sterfscène. De film werd na die ruzie stilgelegd en nimmer vertoond. Onderstaande drie films zijn ook van Binger.